# Actors Studio
L'Actors Studio è un laboratorio per la formazione al mestiere dell'attore, con sede a New York sulla 44ª strada.

## Storia
Fondata nel 1947 da Elia Kazan, Cheryl Crawford e Robert Lewis, provenienti dal Group Theatre, il suo direttore Lee Strasberg improntò gli insegnamenti basandosi sul famoso Metodo Stanislavskij, insegnatogli negli anni trenta dal regista Richard Boleslawski, appartenente a un gruppo di emigranti russi, facenti parte dell'American Laboratory Theatre, che sostenevano la tecnica recitativa improntata al massimo di realismo psicologico.
Ne esiste anche una seconda sede a West Hollywood diretta da Martin Landau fino al 2017, anno della sua morte, e Mark Rydell.

## Direttori
- Lee Strasberg (1951-1982)

## Presidenti
- Ellen Burstyn, Harvey Keitel e Al Pacino